# Mariel Zagunis
Mariel Zagunis (n. 3 martie 1985, Portland, Oregon, SUA) este o scrimeră americană specializată pe sabie, dublă campioană olimpică și dublă campioană mondială la individual, iar dublă campioană mondială pe echipe.

## Viața personală
Părinții ei, Robert și Cathy Zagunis, au participat la probele de canotaj la Jocurile Olimpice din 1976 de la Montreal. Mariel a început să practice scrima la vârsta de noua ani să-l urmeze pe fratele său cel mai mare, Marten, care vrea însuși să practice un sport diferit de ceilalți.
În septembrie 2013 Zagunis s-a căsătorit cu Mike Swehla, sportiv de mixed martial arts.

## Carieră
La Jocurile Olimpice de vară din 2004 de la Atena a câștigat medalia de aur după ce a învins-o în finala pe chinezoaica Tan Xue. La Beijing 2008 a obținut a doua medalie de aur consecutiv, trecând de conaționala Sada Jacobson în finala. La Londra 2012 a fost desemnată să poarte drapelul delegației americane, dar nu a reușit sa mai adauge nici un al treilea titlu în palmaresul ei, fiind învinsă de sud-coreeana Kim Ji-yeon în semifinală și de ucraineanca Olha Harlan în meciul pentru medalia de bronz.
Zagunis este dublă campioană mondială în 2009 la Antalya și în 2010 la Paris. A câștigat Cupa Mondială de Scrimă un număr record de cinci ori în 2006, apoi timp de patru ani consecutiv între 2009 și 2011.
Cu echipa Statelor Unite a fost laureată cu bronz olimpic la Beijing, după ce au învins-o pe Franța în „finala mica”. Este și dublă campioană mondială pe echipe în 2005 și în 2014.

## Palmares
Clasamentul la Cupa Mondială
| An  | 2002 | 2003 | 2004 | 2005 | 2006 | 2007 | 2008 | 2009 | 2010 | 2011 | 2012 | 2013 | 2014 | 2015 |
| --- | ---- | ---- | ---- | ---- | ---- | ---- | ---- | ---- | ---- | ---- | ---- | ---- | ---- | ---- |
| Loc | 35   | 11   | 2    | 5    | 1    | 3    | 3    | 1    | 1    | 1    | 1    | 2    | 2    | 3    |

## Legături externe
Materiale media legate de Mariel Zagunis la Wikimedia Commons
- en  Site-ul oficial lui Mariel Zagunis Arhivat în 25 noiembrie 2010, la Wayback Machine.
- en Mariel Zagunis la Olympedia.org